# United Ancient Order of Druids
L'United Ancient Order of Druids (ou UAOD, en français : « Ordre Ancien Uni des Druides ») est une société fraternelle britannique créée en 1833. Elle a pour devise : « United to Assist ».

## Historique
L'United Ancient Order of Druids est né d'une scission de l'Ancient Order of Druids en 1833. Organisé en mutuelle, il s'adresse principalement aux artisans et aux ouvriers du Royaume-Uni puis de l'Empire britannique. En 1846, l'Ordre comprend plus de 330 loges principalement réparties en Angleterre et au Pays de Galles.
En 1858, une scission de l'UAOD crée une nouvelle société de secours mutuel qui prend le nom d'« Order of Druids ». À la fin du XIXe siècle, l'UAOD développe des branches féminines et des sections de jeunesse.
Dans l'entre-deux guerres (1919-1939), les trois grandes sociétés druidiques britanniques AOD, UAOD et OD se retrouvent chaque année au cours d'un congrès. En dépit de leurs différences, les rapports entre elles sont cordiaux et elles établissent des conventions d'inter-visites. Après la Seconde Guerre mondiale, la création de la sécurité sociale en Grande-Bretagne rend l'objet de ces sociétés mutuelles presque caduc et entraine le déclin de l'UAOD. La dernière loge britannique de l'UAOD disparait en 1999.

## États-Unis

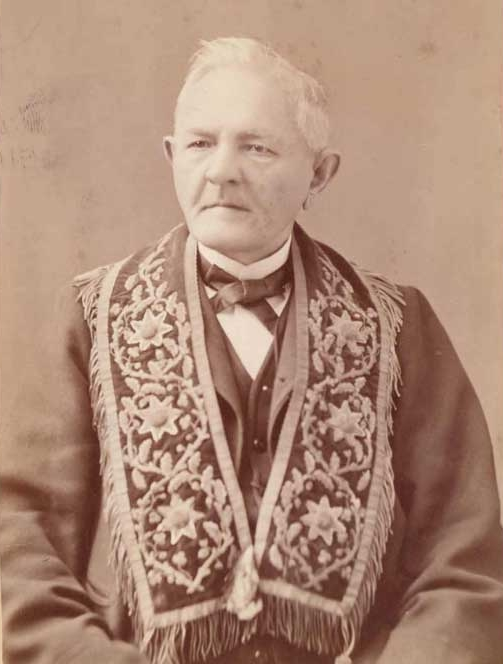
Frederick Sieg, fondateur de l'UAOD en Californie.

L'United Ancient Order of Druids est implanté aux États-Unis à la fin des années 1830 par des émigrants britanniques. La première loge américaine est créée à New York en 1839 sous le titre distinctif de « George Washington Lodge #1 ». La branche américaine de l'UAOD se dote rapidement de « Cercles » ouverts aux femmes et d'organisations (souvent à caractère sportif) destinés aux jeunes. Le succès est au rendez-vous sur l'ensemble du territoire : on compte 17 000 membres en 1896, et, en 1923, 35 000 étaient enregistrés. Toutefois, après la Seconde Guerre mondiale, l'Ordre devient moins attractif et connait un sérieux déclin.

### Druides de Californie
En dépit de la disparition de l'UAOD au niveau national, des associations perdurent localement comme la United Ancient Order of Druids of California (aussi désignée comme « Druids of California »), fondée à Placerville, Californie, par Fredrick Sieg au XIXe siècle. La mission des Druides de Californie est de promouvoir la connaissance, l'unité et la paix.

## Australie et Nouvelle-Zélande
La première loge druidique australienne est consacrée à Melbourne en 1851 par M. Hymen, envoyé de Londres par l'Ancient Order of Druids. Toutefois, il faudra attendre 1861 pour que des réunions régulières se tiennent sous la direction de M. Asher Barnard, les adhérents australiens ayant basculé du côté de l'UAOD. En 1862, la Grande Loge de l'United Ancient Order of Druids est créée. En 1912, est créée la Grande Loge Suprême d'Australie et de Nouvelle-Zélande. À cette époque, l'Australie et la Nouvelle-Zélande comptent 72 000 membres. Les premières loges réservées aux jeunes sont créées en 1886 à Prahran et à South Melbourne mais cesseront leurs activités vers 1900. La première loge féminine fut consacrée en 1899 à Launceston en Tasmanie.
Les sommes collectées auprès des membres permettent d'acquérir des bâtiments ou d'en faire ériger. Ces derniers existent toujours sous le nom « Druids Halls » (maisons des Druides),.
L'United Ancient Order of Druids est toujours présent en Australie.

## Allemagne
Dans les années 1870, aux États-Unis, des émigrés allemands affiliés à l'UAOD décidèrent de constituer des loges druidiques dans le jeune empire allemand. À partir de 1872, le Fr. Joseph Hafky créa les premières loges à Berlin, Bremerhaven et Stuttgart.

## Suède, Danemark, Norvège et Islande
Le succès rencontré dans l'empire allemand créa une émulation dans les États voisins du nord, qui se dotèrent à leur tour de loges druidiques de l'UAOD : la Suède (1906), le Danemark (1924), la Norvège (1935) et l'Islande (2013).

## Suisse
Depuis 1976, l'UAOD est présent en Suisse.

## Membres célèbres
- Frederick Sieg (1815-1888), fondateur des premières loges de l'UAOD en Californie.
- Byron B. Brainard (en) (1894-1940), membre du conseil de Los Angeles, Californie.